# Sportpark Ronhof
Sportpark Ronhof – stadion piłkarski w Fürth, w Niemczech. Obiekt może pomieścić 16 626 widzów, w tym 8126 może siedzieć na krzesełkach. Został otwarty 11 września 1910 roku. Swoje spotkania rozgrywa na nim drużyna SpVgg Greuther Fürth.
Dotychczasowe nazwy:
- (1910-1997) – Sportpark Ronhof,
- (1997-2010) – Playmobil-Stadion,
- (2010-2014) – Trolli-Arena,
- (2014-2016) – Stadion am Laubenweg.